# Extermination Dismemberment
 (août 2021).
Extermination Dismemberment est un groupe de brutal death metal biélorusse, fondé à Minsk en 2009,.

## Membres

### Membres actuels[1]
- Arseniy Kovalchuk - guitare (depuis 2009)
- Vladislav Martirosov - chant (depuis 2016) et batterie (2010-2016)
- Viktor Kanashevich - basse (depuis 2010)
- Denis Poluyan - batterie (depuis 2016)

### Anciens membres
- Valeriy Kozhemyako - chant (2009-2013)

## Discographie[3]

### Singles
- 2018 : Omnivore
- 2021 : Protonemesis
- 2022 : Agony incarnate